# 이스즈 810
이스즈 810(영어: Isuzu 810, 일본어: いすゞ・810 이스즈 핫퍄쿠주우
[*])은 일본 이스즈 자동차사가 생산하는 대형 트럭으로 1983년에 이스즈 뉴파워의 후속으로 출시되었다.

## 개요
1983년 이스즈 뉴파워의 후속으로 출시되었다. 같은 해 9월부터 트랙터 모델이 추가되었다. 1986년에 소음 규제 대응에 앞서 마이너 체인지를 통해서 6SD1형이 탑재되었다. 같은 해 9월에 자동 변속기를 나비 6을 탑재했다. 1987년에 카고 차량에 한해 에어 서스펜션이 장착되었다. 그와 동시에 CXG 모델에 한대 6RB1형 엔진을 탑재했다. 1989년에 마이너 체인지로 슈퍼 810 II 모델이 되었다. 그와 동시에 라이에이터 그릴이 변경되었다. 1991년 트랙터 전 차량에 ABS 시스템이 장착되었다. 1992년에 마이너 체인지로 810EX 모델이 되었다. 엔진은 6WA1형이 변경되었고 범퍼 디자인까지 변경되었다. 1993년 도쿄 모터쇼에서 810EX 시티 덤프 트럭을 출시했다. 1994년에 후속 차량인 이스즈 기가가 등장한 이후 전륜 구동 차량을 제외한 전 차종이 단종 되었다가 1995년에 전륜 구동 차량이 생산 종료되면서 단종이 되었다.

## 사진

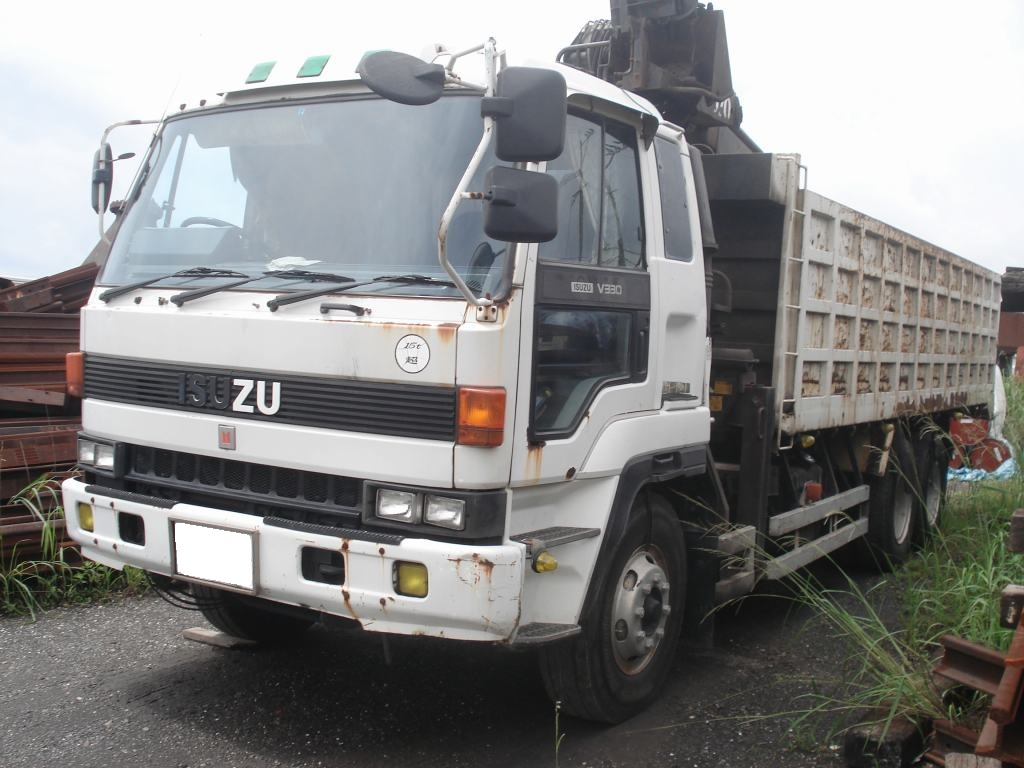
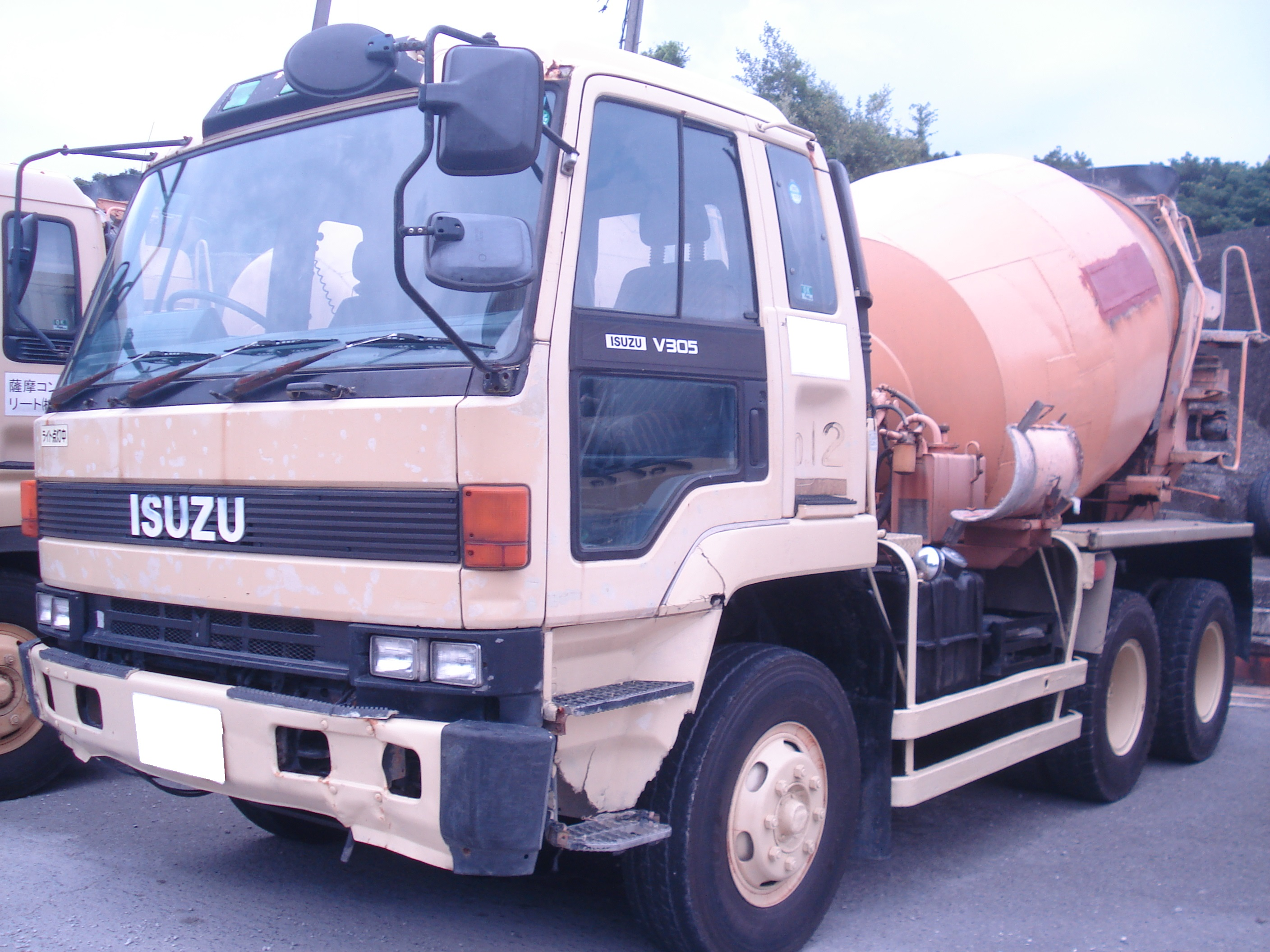
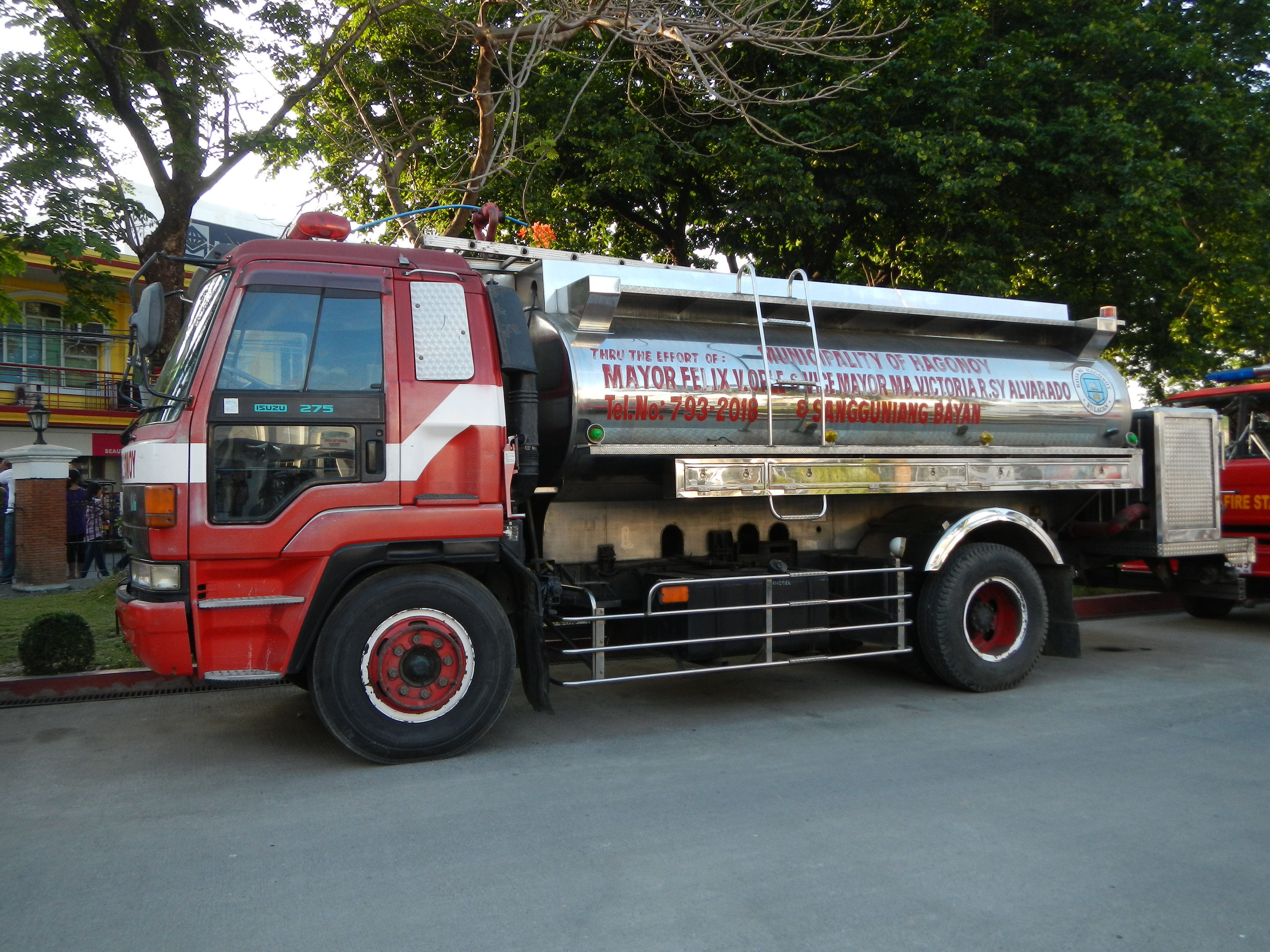
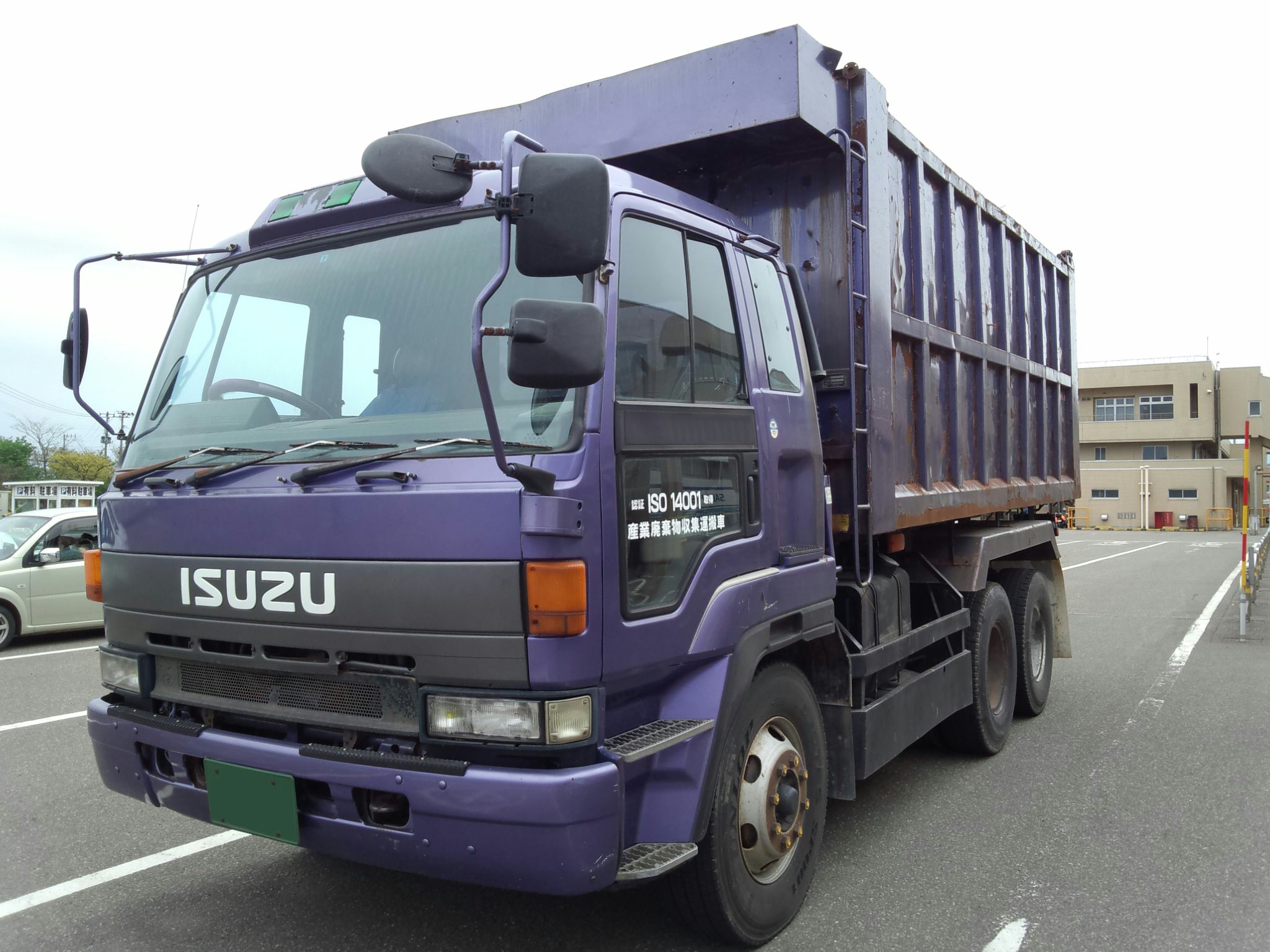
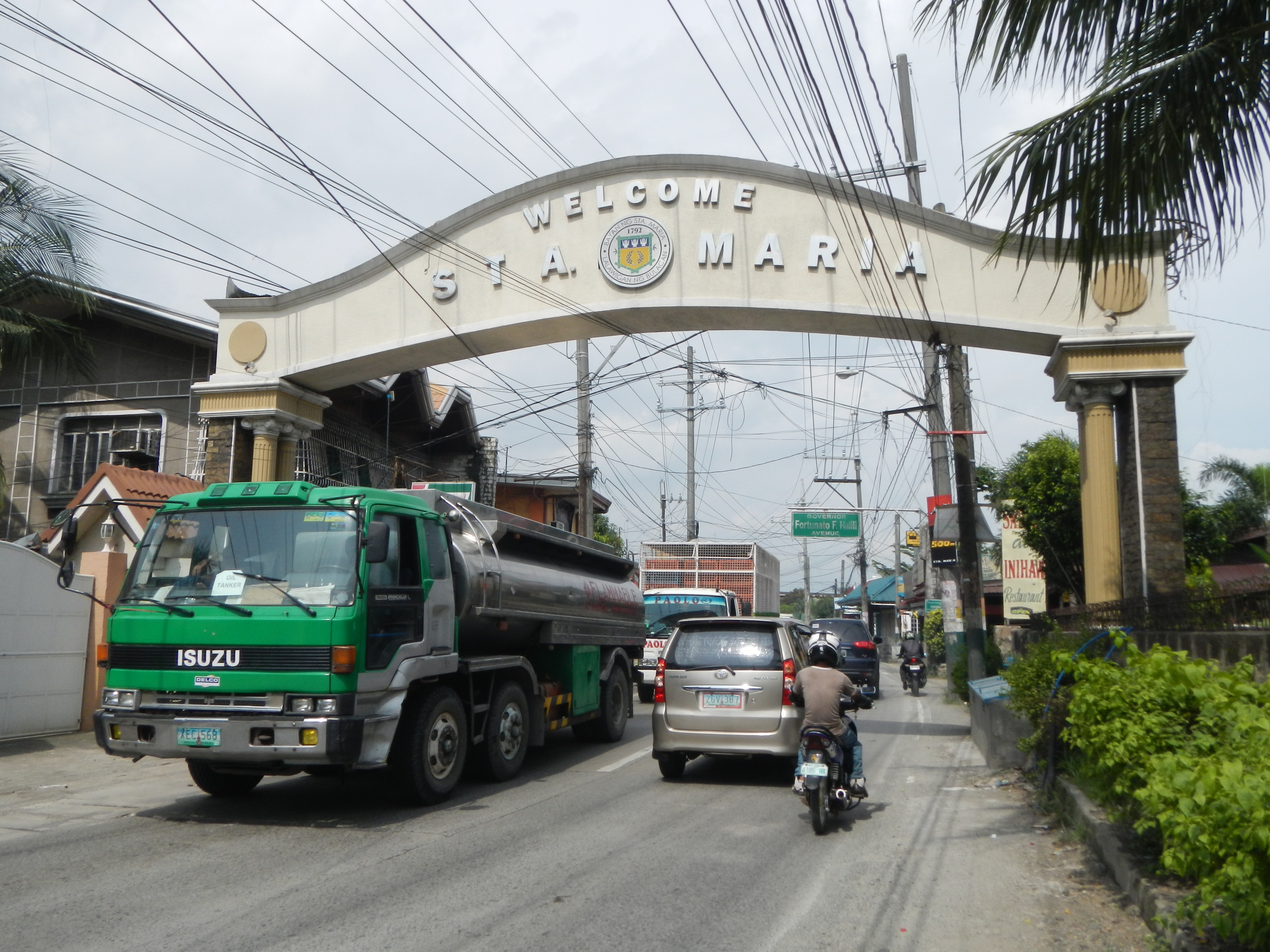
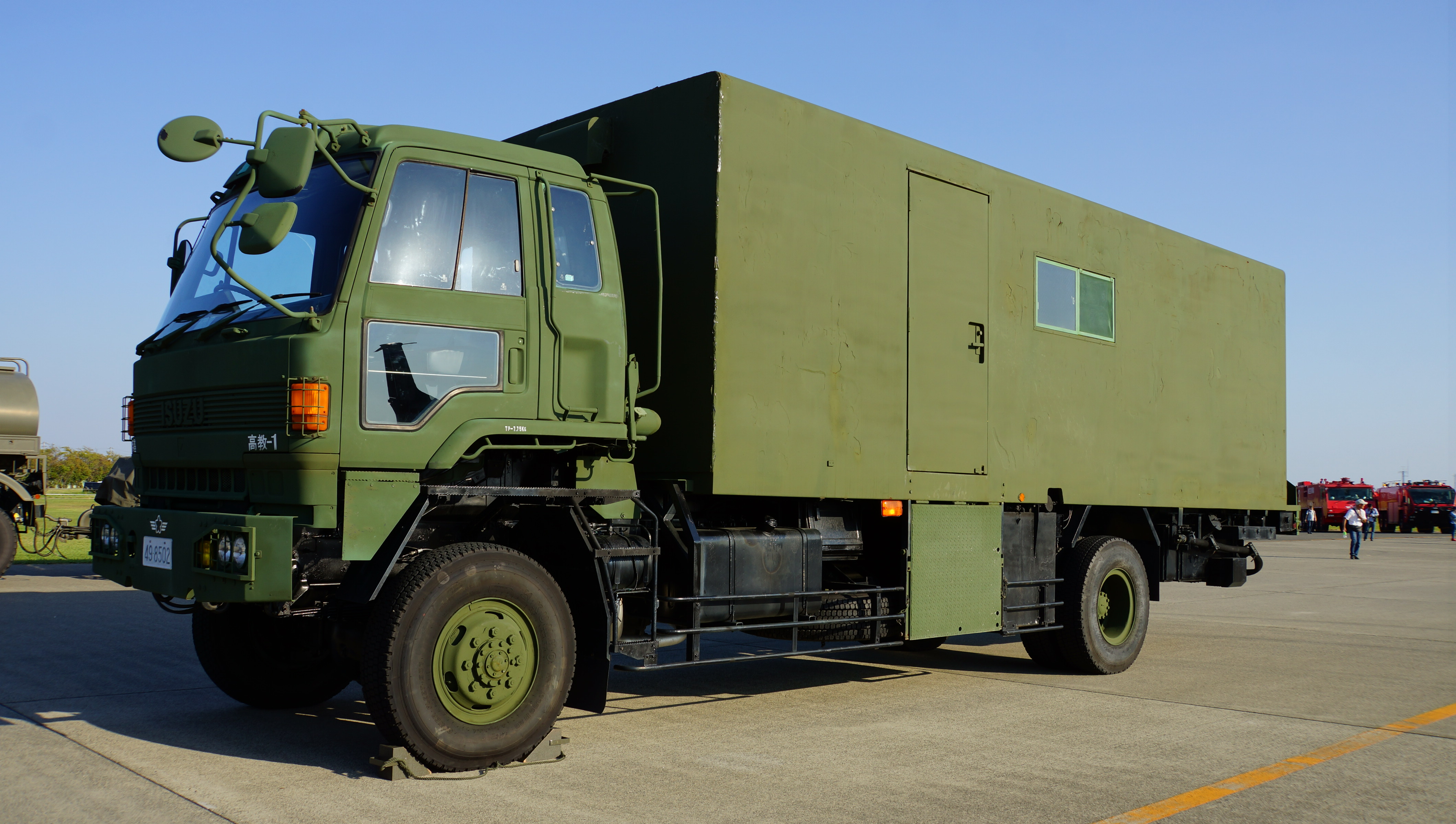
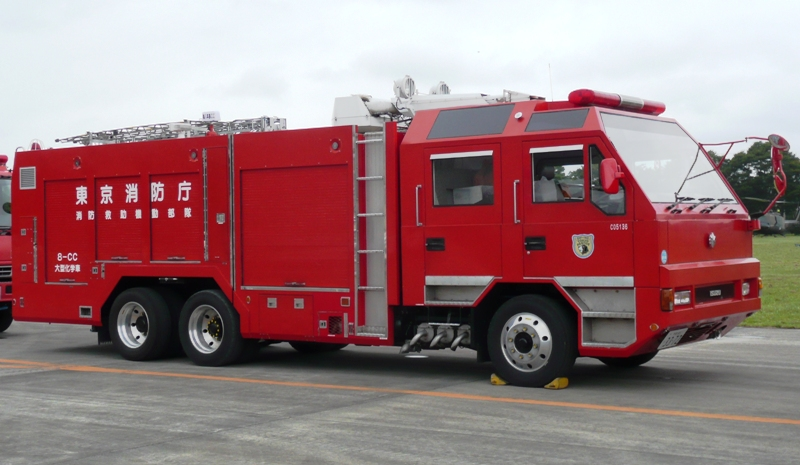

## 라인업
- CXM 6×2R
- CXL 6×2R (에어서스)
- CXK 6×2R
- CXH 8×4
- CVZ 6×4 (저상 차량)
- CXZ 6×4
- CXG 6×2F
- CVR 4×2
- EXR 4×2 트레일러
- EXD 4×2 트레일러
- EXZ 6×4 트레일러
- CVS 4×4 트레일러
- CXW 6×6
- ZYZ 6×2
- ZZZ 6×2